# عائشة جامع
عائشة جامع (بالصومالية: Caasha Saciid Jamaac)
وُلِدت عائشة في 15 نوفمبر 1960م، وهي ناشطة اجتماعية من أصل صومالي - كندي، ومراسلة تلفزيونية سابقة وصحافية.

## السيرة الذاتية
وُلِدت عائشة في - ميركا- الواقعة في جنوب الصومال، ونشأت في العاصمة مقديشو ، حيث التحقت بجامعة الصومالية الوطنية وحصلت على شهادة في الصحافة.
وبعد وقت قصير من تخرجها بدأت العمل في صحيفة (زيديجتا أكتوبر-Xidigta Oktobar) التي تديرها الدولة، ثم عملت بعد ذلك كمذيعة أخبار على التلفزيون المحلي.
وبسبب الاضطرابات المدنية في الصومال؛ قررت عائشة مغادرة البلاد في أواخر الثمانينيات، وانتقلت إلى كندا حيث أقامت ال22 عامًا الماضيين.
وقد أصبحت عائشة بعد ذلك ناشطة مجتمعية ورئيسة لمركز ألبرتا الصومالي المجتمعي في (كالغاري)؛  حيث قادت العديد من المبادرات الاجتماعية، كما تعمل بشكل وثيق مع المؤتمر الصومالي الكندي وغيره من المنظمات الأخرى.